# (29639) 1998 VO22
A (29639) 1998 VO22 a Naprendszer kisbolygóövében található aszteroida. A LINEAR projekt keretében fedezték fel 1998. november 10-én.